# درونته
درونته (به لاتین: Darunta) یک منطقهٔ مسکونی در افغانستان است که در ولایت ننگرهار واقع شده‌است.